# Unterseeboot 2540
Le Wilhelm Bauer, ou Unterseeboot 2540 (originellement désigné U-2540), est un sous-marin allemand type XXI, ou E-boot ou Elektroboot, utilisé par la Kriegsmarine pendant la Seconde Guerre mondiale.
Son utilisation s'achève en 1982 sous pavillon de la Bundesmarine. Il est l'unique type XXI visitable au monde, à Bremerhaven.

## Kriegsmarine(U-2540)
Le Wilhelm Bauer est commandé le 6 novembre 1943. Sa construction débute le 28 octobre 1944 chez Blohm & Voss à Hambourg. Il est lancé le 13 janvier 1945, puis mis en service le 24 février 1945 et attaché à la 31. Unterseebootsflottille. En avril 1945, il est envoyé en Norvège. Des manques d'approvisionnement en carburant le renvoient à Swinnemunde. Les 3 et 4 mai 1945, alors qu'il est rassemblé avec d'autres unités à l'île de Fehmarn, une attaque de la RAF tue huit hommes. Il gagne Flensburg où il est sabordé (Opération Regenbogen) non loin du bateau-phare du port.

## Bundesmarine(Wilhelm Bauer)
En juin 1957, l'U-2540 est renfloué et refondu selon les critères de l'époque par les chantiers HDW de Kiel. Il est rebaptisé Wilhelm Bauer (de) (numéro de coque Y-880), en hommage à l'ingénieur allemand pionnier dans la construction de sous-marins. Du 1er septembre 1960 au 28 août 1968, il est pris en compte comme navire océanographique. De mai 1970 à mai 1980, modifié à nouveau, il sert comme bateau d'expériences. Le 6 mai 1980, sa collision avec le destroyer Z3 (Classe Fletcher) le rend inapte au service. Le 18 novembre, il est mis en réserve à Eckernförde. Le 15 mars 1982, il est rayé du service.

## Capitaines (1945-1980)
- Enseigne de première classe Zipfel
- Enseigne de première classe Rudolf Schultz (ex-commandant de l'Unterseeboot 61)
- Lieutenant de vaisseau Voss
- Capitaine de corvette Wiechering
- Capitaine de corvette Kowallik
- Capitaine de corvette Herbert Waldschmidt (ex-commandant de l'Unterseeboot 146)
- Lieutenant de vaisseau Jung

## Bateau-musée
Entre 1983 et le 27 avril 1984, vendu par le Ministère fédéral allemand de la Défense, il est racheté par le Musée allemand de la navigation maritime. Il est reconditionné par les chantiers SSW Schichau Seebeck Shipyard GmbH dans son état d'origine, excepté le pont d'aspect brillant et les pièces antiaériennes factices de 30 mm. Il est le point focal du Musée Technique de Bremerhaven (Technikmuseum U-Boot Wilhelm Bauer).